# Victor-Jean-Clement Baron Van Strydonck de Burkel
Victor-Jean-Clement Baron Van Strydonck de Burkel, belgijski general, * 16. julij 1879, † 4. avgust 1961.